# Glenea paramounieri
Glenea paramounieri é uma espécie de escaravelho da família Cerambycidae. Foi descrita por Stephan von Breuning em 1982.